# Benzotiazol
Benzotiazolul este un compus heterociclic cu formula chimică C
7H
5NS. Este un compus lichid, incolor și ușor vâscos. Derivații săi sunt prezenți și în natură.

## Obținere
Derivații de benzotiazol sunt obținuți în urma reacției dintre 2-mercaptoanilină și o clorură de acil:
{\displaystyle {\ce {C6H4(NH2)SH + RC(O)Cl -> C6H4(NH)SCR + HCl + H2O}}}